# José Luis Castro Medellín
José Luis Castro Medellín MSF (* 21. Juni 1938 in La Noria de San Pantaleón bei Sombrerete; † 24. Januar 2020) war ein mexikanischer Ordensgeistlicher und römisch-katholischer Bischof von Tacámbaro.

## Leben
José Luis Castro Medellín wuchs in der Bergbausiedlung La Noria de San Pantaleón auf. Er besuchte eine Schule der Schulbrüder, dann das Priesterseminar der Missionare von der Heiligen Familie in Uruapan und trat dieser Ordensgemeinschaft bei. Am 16. Juni 1963 empfing er die Priesterweihe. An der Päpstlichen Akademie Alfonsiana in Rom absolvierte er ein postgraduales Studium der Moraltheologie und erlangte das Lizentiat der Theologie. Danach war er mit ordensinternen Aufgaben betraut und Pfarrer in Uruapan. 
Papst Johannes Paul II. ernannte ihn am 25. Oktober 2002 zum Bischof von Tacámbaro. Der Apostolische Nuntius in Mexiko, Erzbischof Giuseppe Bertello, spendete ihm am 3. Dezember desselben Jahres die Bischofsweihe; Mitkonsekratoren waren Alberto Suárez Inda, Erzbischof von Morelia, und Luis Morales Reyes, Erzbischof von San Luis Potosí.
Papst Franziskus nahm am 22. August 2014 seinen altersbedingten Rücktritt an.